# Golden Cadillac

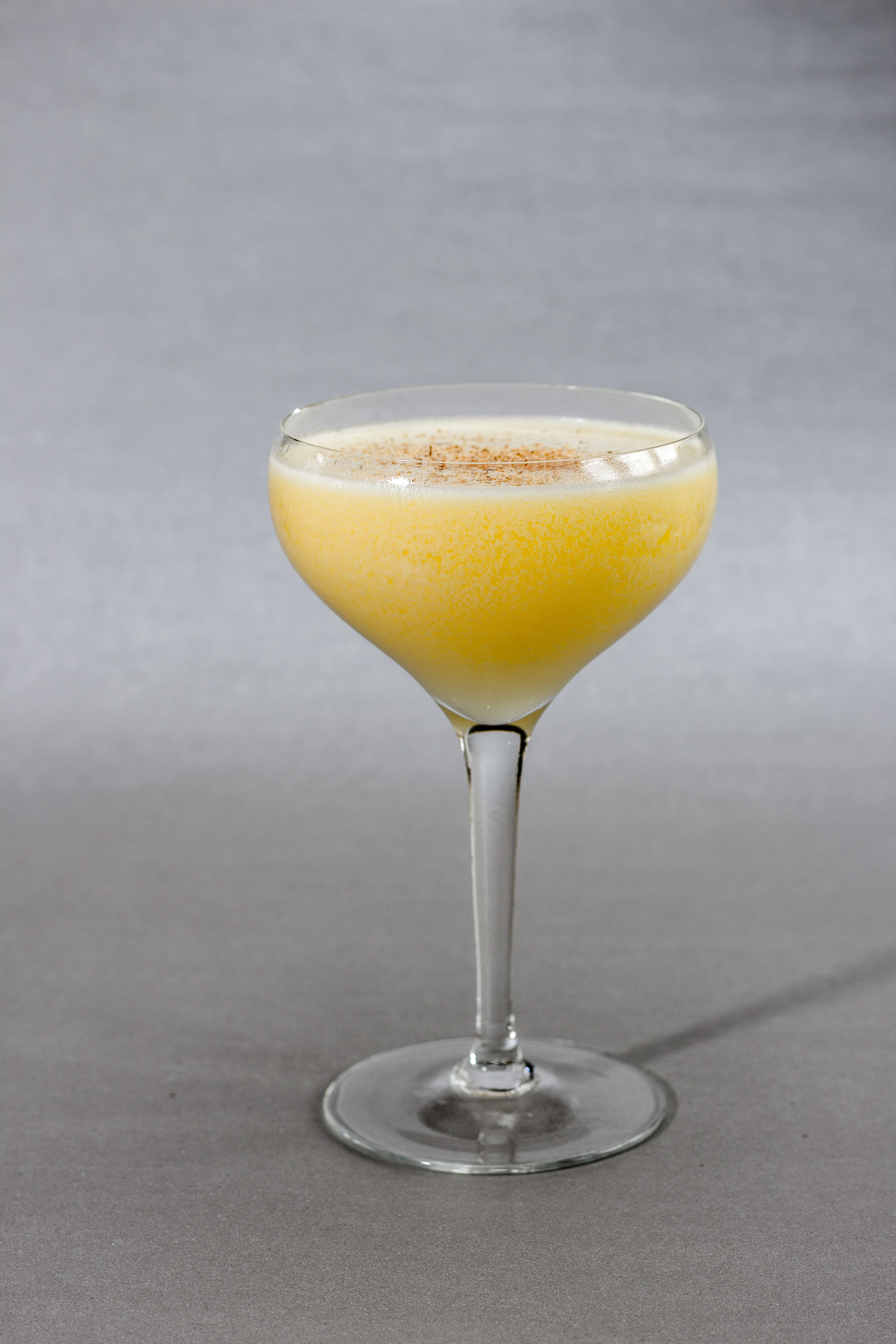
Golden Cadillac

Der Golden Cadillac ist ein cremig-süßer Cocktail. Der Shortdrink enthält als charakteristische Zutaten die Liköre Galliano und „weißen“ Crème de Cacao, einen klaren Kakaolikör, sowie Sahne, in der häufigsten Variante zusätzlich Orangensaft. Aufgrund seiner Süße und der gehaltvollen Zutaten wird er den „After Dinner Cocktails“ zugerechnet, eignet sich also nicht als Aperitif.

## Geschichte
Der Golden Cadillac entstand vermutlich in den 1950er Jahren in den Vereinigten Staaten. Einer verbreiteten Geschichte zufolge soll Frank Klein, seinerzeit Barkeeper im Poor Red’s BBQ, einem seit 1945 bestehenden Grill-Restaurant mit Bar in der Kleinstadt El Dorado (Kalifornien), den Cocktail bereits 1952 für ein frisch verlobtes Pärchen gemixt und nach ihrem neu erworbenen, goldfarbenen Cadillac benannt haben. Klein habe mehrere Rezepte ausprobiert, weltweit bekannt wurde schließlich eine Mischung aus gleichen Teilen Galliano (heute: Galliano L’Autentico), Crème de Cacao und Sahne, zubereitet im Standmixer und garniert mit geriebener Schokolade, welche man noch heute im Poor Red’s BBQ bestellen könne. Der Golden Cadillac weist in dieser einfachen, ursprünglichen Rezeptur eine gewisse Nähe zum Alexander auf, einem cremigen Cocktail aus Gin oder Weinbrand, Crème de Cacao und Sahne, der sich in den 1930er Jahren während der Alkoholprohibition in den Vereinigten Staaten großer Beliebtheit erfreute. Als Inspiration für den Namen kommen außerdem das Broadway-Theaterstück The Solid Gold Cadillac von George Simon Kaufman aus dem Jahr 1953 sowie der darauf basierende gleichnamige Spielfilm von 1956 in Frage.
Zwischen 1964 und 1967 wurde der Golden Cadillac von der Marke Galliano in einer Werbekampagne beworben, und das Poor Red’s BBQ avancierte zum größten Verbraucher des italienischen Likörs in Nordamerika. Zeitweise gehörte der Golden Cadillac auch zu den Official Cocktails der International Bartenders Association, wurde jedoch 2011 von der überarbeiteten Liste gestrichen.

## Zubereitung
Die einfachste Grundrezeptur besteht aus gleichen Teilen, zum Beispiel je 2 cl, Galliano, weißem (klarem) Crème de Cacao und Sahne. Die drei Zutaten werden entweder, wie im Poor Red’s BBQ, im elektrischen Blender mit Crushed Ice gemixt oder im Cocktail-Shaker mit Eiswürfeln geschüttelt und danach in eine möglichst vorgekühlte Cocktailschale abgeseiht. Als Dekoration eignen sich Schokoladenraspel oder Kakaopulver.
In einer verbreiteten Variante wird das Grundrezept um etwa zwei Teile (also im Beispiel 4 cl) frisch gepressten Orangensaftes ergänzt, was dem Cocktail nicht nur eine frischere und leichtere Note verleiht, sondern auch seine „goldene“ Farbe betont. Diese Rezeptur weist starke Ähnlichkeit mit dem Golden Dream auf, der 1959 aus einem Mixwettbewerb hervorging und aus Galliano, Orangenlikör, Orangensaft und Sahne besteht. Oft wird im Golden Cadillac auch der Anteil des Likörs Galliano gegenüber den übrigen Zutaten etwas reduziert, wie in Charles Schumanns Rezeptur mit 2 cl Crème de Cacao (weiß), 1 cl Galliano, 2 cl Sahne und 4 cl Orangensaft.
Einen deutlichen geschmacklichen Unterschied macht die Wahl des gelben Galliano-Likörs, dessen Rezeptur über die Jahrzehnte stark verändert wurde und der heute in zwei sehr unterschiedlichen Varianten erhältlich ist. Die angeblich ursprüngliche Version ist Galliano L’Autentico, ein Kräuterlikör mit deutlicher Anis-Note, der allerdings lange Zeit nur in seinem Ursprungsland Italien verkauft wurde. Auf anderen Märkten, darunter auch in Deutschland, wurde bis 2008 unter der Bezeichnung Galliano Smooth Vanilla lediglich ein sehr viel milderer Vanillelikör angeboten. Seit 2010 werden international sowohl die milde Vanille- als auch die deutlich intensivere Kräutervariante (Vanilla bzw. L’Autentico) vertrieben, die sich je nach gewünschter Ausprägung beide zum Mixen eines Golden Cadillac eignen. Im Poor Red’s BBQ wird mit Galliano L’Autentico gemixt.
In der umfangreichen Rezeptsammlung Diffordsguide wird eine „seidig-sanfte, jedoch nicht sehr starke“ Rezeptur des Golden Cadillac mit 3 cl Crème de Cacao, 1,5 cl Galliano L’Autentico, 4,5 cl frisch gepresstem Orangensaft, je 1,5 cl Milch und Sahne sowie zusätzlich 2 Dashes (Spritzer) Orangenbitter aufgeführt. Alle Zutaten werden im Cocktail-Shaker auf Eis geschüttelt und in eine vorgekühlte Cocktailschale doppelt abgeseiht, schließlich wird Muskatnuss über den fertigen Drink gerieben.